# Lista stadionów piłkarskich w Belgii
Lista stadionów piłkarskich w Belgii składa się z obiektów drużyn znajdujących się w Eerste klasse (I poziomie ligowym Belgii) oraz Tweede klasse (II poziomie ligowym Belgii). Na najwyższym poziomie rozgrywkowym znajduje się 16 drużyn, a na drugim poziomie 18 drużyn, których stadiony zostały przedstawione w poniższej tabeli według kryterium pojemności, od największej do najmniejszej. Tabela uwzględnia również miejsce położenia stadionu (miasto oraz region), klub do którego obiekt należy oraz rok jego otwarcia lub renowacji.
Do listy dodano również stadiony o pojemności powyżej 5 tys. widzów, które są areną domową drużyn z niższych lig lub obecnie w ogóle nie rozgrywano mecze piłkarskie.
Na czterech stadionach z listy: Bosuilstadion w Antwerpii, Stadion Sclessin w Liège oraz Stadion Heysel i Stade Émile Versé w Brukseli zostały rozegrane Mistrzostwa Europy w Piłce Nożnej 1972, które organizowała Belgia. Na stadionie Heysel został rozegrany finał tych mistrzostw.
Na czterech stadionach z listy: Stadion Króla Baudouina I w Brukseli, Jan Breydel Stadion w Brugii, Stade du Pays de Charleroi w Charleroi oraz Stade Maurice Dufrasne w Liège zostały rozegrane Mistrzostwa Europy w Piłce Nożnej 2000, które wspólnie z Belgią organizowała Holandia. Na Stadionie Feyenoordu Rotterdam został rozegrany finał tych mistrzostw.
Legenda:

    – stadiony IV kategorii UEFA

    – stadiony w budowie lub przebudowie

    – stadiony zamknięte lub zburzone

| Lp | Nazwa stadionu                            | Miejscowość          | Region                    | Drużyny                                     | Otwarty / renowacja | Pojemność | Zdjęcie |
| -- | ----------------------------------------- | -------------------- | ------------------------- | ------------------------------------------- | ------------------- | --------- | ------- |
| 1  | Stadion Króla Baudouina I                 | Bruksela             | Region Stołeczny Brukseli | Reprezentacja Belgii                        | 1995                | 50 024    |         |
| 2  | Stade Maurice Dufrasne                    | Liège                | Prowincja Liège           | Standard Liège                              | 1909/ 1999          | 30 023    |         |
| 3  | Jan Breydel Stadion                       | Brugia               | Flandria Zachodnia        | Club Brugge, Cercle Brugge                  | 1975                | 29 042    |         |
| 4  | Stade Constant Vanden Stock               | Anderlecht           | Region Stołeczny Brukseli | RSC Anderlecht                              | 1918                | 26 361    |         |
| 5  | Cristal Arena                             | Genk                 | Prowincja Limburgia       | KRC Genk                                    | 1999                | 24 956    |         |
| 6  | Ghelamco Arena                            | Gandawa              | Flandria Wschodnia        | KAA Gent                                    | 2013                | 20 000    |         |
| 7  | Bosuilstadion                             | Antwerpia            | Antwerpia (prowincja)     | Royal Antwerp FC                            | 1923                | 16 649    |         |
| 8  | Stade du Pays de Charleroi                | Charleroi            | Prowincja Hainaut         | Royal Charleroi                             | 1923                | 14 891    |         |
| 9  | Herman Vanderpoortenstadion               | Lier                 | Antwerpia (prowincja)     | Lierse SK                                   | 2000                | 14 538    |         |
| 10 | Oscar Vankesbeeck Stadion                 | Mechelen             | Antwerpia (prowincja)     | KRC Mechelen                                | 1923/ 1947          | 13 687    |         |
| 11 | Ludo Coeckstadion                         | Berchem              | Antwerpia (prowincja)     | Berchem Sport                               |                     | 13 607    |         |
| 12 | Stade du Tivoli                           | La Louvière          | Prowincja Hainaut         | UR La Louvière Centre                       | 1972                | 13 500    |         |
| 13 | Freethiel Stadion                         | Beveren              | Flandria Wschodnia        | KSK Beveren, Waasland-Beveren               | 1938/ 2008          | 13 290    |         |
| 14 | Achter de Kazerne                         | Mechelen             | Antwerpia (prowincja)     | KV Mechelen                                 | 1911                | 13 123    |         |
| 15 | Soevereinstadion                          | Lommel               | Prowincja Limburgia       | Lommel United                               |                     | 12 911    |         |
| 16 | Stade Charles Tondreau                    | Mons                 | Prowincja Hainaut         | RAEC Mons                                   | 1910                | 12 662    |         |
| 17 | Stadion Olimpijski                        | Antwerpia            | Prowincja Antwerpia       | Beerschot A.C.                              | 1920                | 12 206    |         |
| 18 | Stade de la Neuville                      | Charleroi            | Prowincja Hainaut         | ROC Charleroi-Marchienne                    | 1936                | 12 164    |         |
| 19 | Stayen                                    | Sint-Truiden         | Prowincja Limburgia       | Sint-Truidense VV                           | 1927/ 2011          | 12 125    |         |
| 20 | Stade Edmond Machtens                     | Molenbeek-Saint-Jean | Region Stołeczny Brukseli | FC Brussels                                 | 1920                | 11 644    |         |
| 21 | Stade Le Canonnier                        | Mouscron             | Prowincja Hainaut         | Excelsior Mouscron, Royal Mouscron-Péruwelz | 1930/ 1999          | 10 830    |         |
| 22 | Pierre Cornelisstadion                    | Aalst                | Flandria Wschodnia        | SC Eendracht Aalst                          |                     | 10 683    |         |
| 23 | Regenboogstadion                          | Waregem              | Flandria Zachodnia        | SV Zulte Waregem                            | 1957                | 10 200    |         |
| 24 | Stadion De Leunen                         | Geel                 | Prowincja Antwerpia       | AS Verbroedering Geel                       | 1991                | 10 022    |         |
| 25 | Forestiersstadion                         | Harelbeke            | Flandria Zachodnia        | Sporting West Harelbeke                     |                     | 9 737     |         |
| 26 | Schiervelde Stadion                       | Roeselare            | Flandria Zachodnia        | KSV Roeselare                               | 1990                | 9 653     |         |
| 27 | Gemeentelijk Parkstadion                  | Boom                 | Prowincja Antwerpia       | K. Rupel Boom                               |                     | 9 470     |         |
| 28 | Mijnstadion                               | Beringen             | Prowincja Limburgia       | K. Beringen-Heusden-Zolder                  | 1925                | 9 416     |         |
| 29 | Guldensporen Stadion                      | Kortrijk             | Flandria Zachodnia        | KV Kortrijk                                 | 1947/ 2008          | 9 399     |         |
| 30 | Daknamstadion                             | Lokeren              | Flandria Wschodnia        | KSC Lokeren                                 | 1956                | 9 220     |         |
| 31 | Stadion Den Dreef                         | Heverlee             | Brabancja Flamandzka      | Oud-Heverlee Leuven                         |                     | 9 016     |         |
| 32 | Stedelijk Sportstadion                    | Hasselt              | Prowincja Limburgia       | KSC Hasselt                                 |                     | 8 800     |         |
| 33 | Stade Robert Urbain                       | Boussu               | Prowincja Hainaut         | Boussu Dour Borinage                        |                     | 8 500     |         |
| 34 | Florent Beeckmanstadion                   | Denderleeuw          | Flandria Wschodnia        | FCV Dender EH                               | 1997                | 8 157     |         |
| 35 | Albertpark                                | Ostenda              | Flandria Zachodnia        | KV Oostende                                 | 1934/ 2007          | 8 125     |         |
| 36 | Stade Leburton                            | Tubize               | Brabancja Walońska        | AFC Tubize                                  |                     | 8 100     |         |
| 37 | Kehrweg-Stadion                           | Eupen                | Prowincja Liège           | KAS Eupen                                   |                     | 8 000     |         |
| 38 | Stade Joseph Marien                       | Forest               | Region Stołeczny Brukseli | R. Union Saint-Gilloise                     | 1919                | 8 000     |         |
| 39 | Het Kuipje                                | Westerlo             | Prowincja Antwerpia       | KVC Westerlo                                | 1933                | 7 982     |         |
| 40 | Stade Luc Varenne                         | Tournai              | Prowincja Hainaut         | RFC Tournai                                 | 2003                | 7 552     |         |
| 41 | Van de Wielestadion                       | Deinze               | Flandria Wschodnia        | K.M.S.K. Deinze                             | 1978                | 7 515     |         |
| 42 | Bergéstadion                              | Tienen               | Brabancja Flamandzka      | KVK Tienen                                  | 1997                | 7 076     |         |
| 43 | Gemeentelijk Sportcentrum                 | Heist-op-den-Berg    | Prowincja Antwerpia       | KSK Heist                                   |                     | 7 000     |         |
| 44 | Stade du Pairay                           | Seraing              | Prowincja Liège           | RFC Liège                                   |                     | 6 820     |         |
| 45 | Patrostadion                              | Maasmechelen         | Prowincja Limburgia       | K. Patro Eisden Maasmechelen                |                     | 6 490     |         |
| 46 | Gemeentelijke Stadion Vigor Wuitens Hamme | Hamme                | Flandria Wschodnia        | KFC Vigor Wuitens Hamme                     |                     | 6 200     |         |
| 47 | Marcel De Kerpelstadion                   | Wetteren             | Flandria Wschodnia        | K. Standaard Wetteren                       |                     | 6 000     |         |
| 48 | Lyra Stadion                              | Lier                 | Prowincja Antwerpia       | K. Lyra TSV                                 |                     | 6 000     |         |
| 49 | Mirakelstadion                            | Waregem              | Flandria Zachodnia        | K. Racing Waregem                           |                     | 6 000     |         |
| 50 | Stade Communal des Bas-Prés               | Namur                | Prowincja Namur           | Union Royale Namur                          |                     | 6 000     |         |
| 51 | Burgemeester Thienpontstadion             | Oudenaarde           | Flandria Wschodnia        | KSV Oudenaarde                              |                     | 5 000     |         |
| 52 | Lorzestraat                               | Dessel               | Prowincja Antwerpia       | KFC Dessel Sport                            |                     | 5 000     |         |
| 53 | Sportcomplex Seminaire                    | Hoogstraten          | Prowincja Antwerpia       | Hoogstraten VV                              |                     | 5 000     |         |
| 54 | Stade de la Cité de I´Oie                 | Visé                 | Prowincja Liège           | CS Visé                                     |                     | 5 000     |         |
| 55 | Stade Yvan Georges                        | Virton               | Prowincja Luksemburg      | R. Excelsior Virton                         |                     | 4 015     |         |
| 56 | Burgemeester Thienpontstadion             | Sint-Niklaas         | Flandria Wschodnia        | SK Sint-Niklaas                             |                     | 3 000     |         |
| 57 | Stade Fallon                              | Woluwe-Saint-Lambert | Region Stołeczny Brukseli | R. White Star Bruxelles                     |                     | 2 500     |         |
| -  | Stadion Heysel                            | Bruksela             | Region Stołeczny Brukseli | Reprezentacja Belgii (1930–1995)            | 1930                | rozebrano |         |
| -  | Jules Ottenstadion                        | Gandawa              | Flandria Wschodnia        | KAA Gent (1920–2013)                        | 1920                | rozebrano |         |
| -  | Stadion aan de Broodstraat                | Antwerpia            | Prowincja Antwerpia       | Royal Antwerp FC (1908–1923)                | 1908                | rozebrano |         |